# Wasserstrahlpumpe (Feuerwehr)

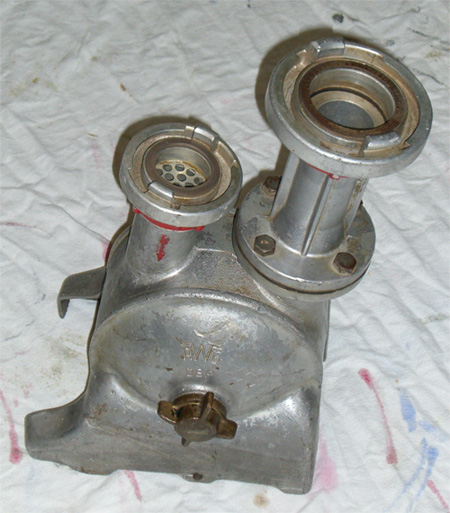
Wasserstrahlpumpe für den Feuerwehreinsatz

Die Wasserstrahlpumpe der Feuerwehr ist eine Wasserstrahlpumpe, die besonders zum Lenzen verwendet wird. Ihr wesentlicher Vorteil besteht darin, auch sandige, schlammige und generell schmutzige Flüssigkeiten fördern zu können. Die Wasserstrahlpumpe gehört zu den Armaturen zur Wasserentnahme.

Prinzipdarstellung

Sie besteht aus einem Gehäuse mit C-Druckeingang, B-Ausgang, Bodensieb, Treibdüse, Fangdüse und einem Saugraum. Dabei zeigen die Festkupplungen für den Ein- und Ausgang der Pumpe in die gleiche Richtung. Außerdem ist die Pumpe an den Eintritten für das Förderwasser und das Treibwasser jeweils mit einem Sieb zum Schutz gegen größere Verunreinigungen gesichert.
Neben der genormten Wasserstrahlpumpe C-B existieren auch die Varianten C-A und B-A mit höherer Förderleistung:
| Bezeichnung           | Eingang | Ausgang | Förderleistung |
| --------------------- | ------- | ------- | -------------- |
| Wasserstrahlpumpe C-B | C       | B       | 0400 l/min     |
| Wasserstrahlpumpe C-A | C       | A       | 0800 l/min     |
| Wasserstrahlpumpe B-A | B       | A       | 1200 l/min     |

Zum Antrieb der Pumpe wird eine Druckwasserversorgung („Treibwasser“) benötigt. Die Wirkungsweise basiert auf dem Injektorprinzip: Das Druckwasser wird in die Treibdüse geleitet, wobei es beschleunigt wird. Somit bildet sich zwischen Treibdüse und Fangrohr ein Unterdruck, der das Förderwasser ansaugt. Im Saugraum vermischen sich Treibwasser und Förderwasser und werden über den Ausgang abgeleitet.
Werden Wasserstrahlpumpen an Hydranten angeschlossen, so ist darauf zu achten, dass hier ein Rückschlagventil mit Rohrbelüfter verwendet wird. Wird die Wasserstrahlpumpe aus einem Schacht zurückgenommen und kein Rückschlagventil verwendet, so darf der Druck erst weggenommen werden, wenn die Pumpe sich nicht mehr im Schacht befindet, da sonst das Förderwasser und Treibwasser aus den Schlauchleitungen in den Schacht abläuft. Alternativ dazu kann man Wasserstrahlpumpen mit eingebautem Rückschlagventil verwenden.
Wasserstrahlpumpen verbrauchen, wenn man das Treib- und Förderwasser nicht wieder einem Kreislauf zufügt, sehr viel Wasser und werden zunehmend durch Turbotauchpumpen und vor allem elektrische Tauchpumpen ersetzt. Sie waren in DIN 14422 genormt, welche jedoch 2006 zurückgezogen wurde.